# Kompromisszum
A vitákban a kompromisszum  a vitarendezés egy olyan formája, ahol az eredeti célokból vagy kívánságokból kommunikáción és a többszörösen megváltoztatott feltételek kölcsönös elfogadásán keresztül alakul ki a megegyezés.

## Szó eredete
A szó latin eredetű, és első látásra a sokan hajlanak arra, hogy úgy fordítsák, mint tulajdonképpeni „kölcsönös ígéret”.
A kompromisszum magyar szó mögött három szóból álló latin gyökér fedezhető fel. A latin „co” előszó több más olyan szóhoz kapcsolódik, amely valamilyen közös cselekményre utal úgy, hogy annak a lényegi mondanivalója pontosan a kapcsolat erejében áll például kommunikáció, komunió stb. A „promis” szó minden latin nyelvcsaládból származó nyelvben, mint ígéret maradt fenn.
A latin ige "mitto 3, misi, missum" jelentése: küld, bocsát, enged; felhagy, abbahagy. A "Pro" szó mindig valamilyen cselekvő igehez kapcsolódik mint praepozicio((+abl.) -ért, érdekében, helyett; képest, mérten, gyanánt) és gyakorlati jelentése a magyar "meg" előszóhoz hasonlítható például tanulja-megtanulja, tesz-megtesz stb.
Látszólag ellentmond a szó etimológiai eredménye és a mindennapi nyelvhasználatban levő gyakorlati értelmezése, ahol az engedmény szinonimájaként használjuk. De ha körültekintőbben vizsgáljuk, akkor érthetővé válik, hogy a kompromisszum nem egy kölcsönös ígéret, hanem egy cselekmény, magatartás, amely a körülmények kölcsönös ráhatásából születik, és amelynek, ha szereplői akarunk maradni, saját, egyéni érdekeinkből engedni kell.